# Миколай з Кракова
Миколай з Кракова (1 пол. XVI ст.) — польський органіст та композитор; монограміст N.C. або Nicolai Crac. (Nicolaus Cracoviensis). 
Творив у Кракові, де, імовірно, народився. Автор церковних та світських творів для органу а також імовірно вокально-інструментальних композицій. На формування його стилю великий вплив справила творчість Себастіана (Роксолануса) з Фельштину (див. Себастіан з Фельштина). Більшість творів Миколая з Кракова, що збереглись, входить до Органної табулатури Яна з Любліну (1537-48) і Табулатури монастиря Святого Духа в Кракові (т. зв. Краківська табулатура створена бл. 1548 року)